# 私房菜
私房菜，中國大陸稱為私房菜，是指在住宅內小本經營的食店。它們不會有任何宣傳，而是靠口耳相傳。通常光顧私房菜之前都要預先訂位，容納人數一般不會多於10人。

## 歷史
私房菜的历史可以追溯到清末光绪年间的谭家菜。据说祖籍广东的世家子弟谭篆青，祖父辈皆为官，且好饮食，其父谭宗浚把家乡粤菜混合京菜成谭家菜名震北京。冷盆如白切鸡、蜜汁叉烧，大菜如黄焖鱼翅、蚝油鲍片，素菜如银耳素烩，点心如酥盒子，无不刻意求工，精妙绝伦。后来家道中落，谭篆青坐吃山空，便由家厨或妻妾做拿手的谭家私房菜帮补家计。宴设家中，每晚三席，须提前三天预订。当时的达官贵人都以吃过其私房菜为荣，最鼎盛的时候订位要等上一个月。

## 香港
早期較為著名的是由李成主理的私房菜，人多稱李成為崩牙成，李成原服務恆生銀行高級職員飯堂，後自行創業，在家中為相熟客人提供傳統粵菜。
藝評人劉建威於1998年與王亥夫婦於上環鴨巴甸街經營私房菜，提供地道四川菜，對推廣私房菜不遺餘力，有“香港私房菜之父”之稱。
私房菜的盛行，亦同時於香港掀起一片烹飪熱潮，飲食雜誌及食譜網站如雨後春筍出現。